# Marketing

Una versione del mix di marketing è il metodo 4PS

Il marketing (termine inglese, in italiano anche commercializzazione, mercatistica o mercatologia) è un ramo dell'economia che si dedica all'analisi e comprensione di un determinato mercato di riferimento e allo studio delle esigenze del consumatore. In particolare, il marketing si focalizza sull'indagine dell'interazione del mercato e degli utenti di un'impresa al fine di ottimizzare le strategie commerciali e promozionali per raggiungere gli obiettivi aziendali.
Il termine deriva da market cui viene aggiunta la desinenza del gerundio per indicare la partecipazione attiva, cioè l'azione sul mercato stesso da parte delle imprese. Diverse sono le definizioni possibili del marketing, a seconda del ruolo che nell'impresa viene chiamata a ricoprire in rapporto al ruolo strategico, al posizionamento dell'impresa nel suo ambito competitivo di mercato.
L'economista statunitense Philip Kotler è considerato il padre del marketing moderno, nonché il fondatore delle quattro leve fondamentali del marketing (4 P).

## Storia
Le origini del "concetto di marketing" si possono far risalire all'economista italiano Giancarlo Pallavicini, che nel 1959 sviluppò approfondimenti sulle ricerche di mercato, costituenti, di fatto, i primi strumenti di quello che divenne poi il marketing moderno, ripresi e sviluppati in un secondo tempo da Philip Kotler. La definizione principale viene da Philip Kotler, riconosciuto all'unanimità quale padre dei più recenti sviluppi della materia per i lavori apparsi dal 1967 al 2009, con l'ultimo lavoro nato dall'analisi della grande recessione del 2007: Chaotics.
Negli anni il marketing ha subito una rapida e forte evoluzione che ha segnato la concezione stessa del marketing come ambito di ricerca. Tale tendenza è rintracciabile nell'evoluzione delle definizioni che l'American Marketing Association, l'organismo più autorevole nella ricerca di marketing al mondo, ha coniato a partire dagli anni 1980.

## Tipologia
Vengono riconosciuti tre tipi di marketing:
- marketing analitico: studio del mercato, della clientela, dei concorrenti e della propria realtà aziendale;
- marketing strategico: è un'attività di pianificazione, tradotta in pratica da un'impresa, per ottenere, pur privilegiando il cliente, la sua fidelizzazione e la collaborazione da parte di tutti gli attori del mercato;
- marketing operativo: attiene invece a tutte quelle scelte che l'azienda pone in essere per raggiungere un obiettivo all'interno di una strategia.

## Dibattito sulla definizione
Nel 1985, l'AMA Board dava questa definizione:
(AMA Board, 1985)
Questa visione è molto simile a quella finora descritta nelle precedenti definizioni. Negli ultimi anni, il marketing ha iniziato invece ad abbandonare la prospettiva transazionale, per concentrarsi maggiormente nell'ottica marketing relazionale. L'AMA ha ridefinito ulteriormente il concetto di marketing nel luglio 2013, poiché questa disciplina si sta spostando verso nuovi orizzonti. Così viene descritta:
(AMA Board)
Giancarlo Pallavicini introduce, infatti, le seguenti definizioni:
- Il marketing viene definito come quel processo sociale e manageriale diretto a soddisfare bisogni ed esigenze attraverso processi di creazione e scambio di prodotto e valori. È l'arte d'individuare, creare e fornire valore per soddisfare le esigenze di un mercato di riferimento, realizzando un profitto: delivery of satisfaction at a price.
- Il marketing management consiste invece nell'analizzare, programmare, realizzare e controllare progetti volti all'attuazione di scambi con mercati-obiettivo per realizzare obiettivi aziendali. Esso mira soprattutto ad adeguare l'offerta di prodotti o servizi ai bisogni e alle esigenze dei mercati-obiettivo e all'uso efficace delle tecniche di determinazione del prezzo, della comunicazione e della distribuzione per informare, motivare e servire il mercato.

Tuttavia sono state proposte anche altre definizioni. Citiamo in primo luogo quella di Russell Winer:
William Pride e O.C. Ferrel ne danno una definizione più globale:
(Approved July 2013)

## Ruolo e funzione
Esso comprende tutte le azioni aziendali riferibili al mercato destinate alla vendita di prodotti o servizi, considerando come finalità il maggiore profitto e come causalità la possibilità di avere prodotti capaci di realizzare tale operazione finanziaria.
Philip Kotler distingue, nella storia economica recente, quattro strategie di approccio al mercato da parte dell'impresa:
- Orientamento alla produzione: in questo periodo, dalla Rivoluzione industriale fino alla metà del Novecento, il mercato è caratterizzato da una predominanza della domanda sull'offerta dovuta al fatto che il cliente ha bisogno praticamente di tutto. Unica preoccupazione dell'imprenditore è ridurre i costi di produzione, azione giustificata soprattutto nei mercati dove prevalgono beni commodity, e dove quindi si può vincere con la concorrenza di prodotto.
- Orientamento al prodotto: intorno agli anni trenta del Novecento l'impresa si concentra sulla tecnologia del prodotto, piuttosto che sul consumatore. Il rischio di questa strategia è la cosiddetta miopia di marketing (in inglese marketing myopia), cioè non accorgersi che il fattore chiave di successo per un'azienda non è dal lato dell'offerta ma della domanda, cioè del bisogno o funzione che il cliente deve soddisfare (rendendo quindi vani gli sforzi per sostenere un prodotto se esistono tecnologie alternative più comode/economiche/efficaci).
- Orientamento alle vendite: a partire dagli anni cinquanta e sessanta del Novecento si cerca di vendere ciò che si produce. È una prospettiva di tipo inside-out, praticata soprattutto nel breve termine, e con prodotti/servizi a bassa visibilità (unsought goods), oppure in casi di sovrapproduzione, o ancora quando un mercato è saturo (e quindi va conquistato con la forza vendita). Anche in questo caso il rischio è di capire poco cosa desidera il consumatore finale.
- Orientamento al marketing: consiste nella comprensione dei bisogni del cliente, per produrre i beni e quindi soddisfarli. È una prospettiva di tipo outside-in, o anche pull (capire il mercato) anziché push (spingere sul mercato). Nasce alla fine degli anni novanta ed è in continuo sviluppo ancora oggi.

Lo sviluppo della funzione del marketing nelle imprese è parte di una strategia di mercato che viene definita "proattiva", dove l'impresa ha un ruolo propositivo nei confronti dei bisogni del mercato.
Tuttavia, si può considerare come categoria a sé stante il progress marketing, basato sui nuovi media.

## Destinatari
Il marketing può rivolgersi ai consumatori, e in questo caso si parla di marketing B2C (business to consumer, "dall'impresa al consumatore"), spesso definito semplicemente marketing; oppure, può rivolgersi al mercato delle imprese, e in questo caso prende il nome di marketing industriale o marketing B2B (business to business, "da impresa a impresa").
Sono da citare anche il marketing dei servizi (compagnie aeree, catene alberghiere, ecc.) e il marketing istituzionale (fatto cioè da istituzioni). Di significato meno economico è il marketing politico, così come quello che le aziende riservano ai propri dipendenti e che viene comunemente definito, sebbene impropriamente, marketing B2E (business to employee, "da impresa a dipendente").
Questa attività pertanto può fungere da "interfaccia" tra l'impresa e il contesto esterno (insieme al settore vendite, import/export, pubbliche relazioni e altri), osservandone il comportamento e presidiando, almeno in parte, i flussi informativi uscenti dall'impresa (voluti o non voluti), e incrementando le conoscenze provenienti dall'esterno; tra queste sono compresi i deboli segnali che consentono di comprendere, possibilmente in tempo utile, le modifiche al mercato che si realizzeranno in un prossimo futuro.
L'analisi della posizione competitiva dovrebbe essere diffusa nella direzione delle varie funzioni, ma spesso è lasciata al marketing, che utilizza modelli come le "5 forze di Porter" (teorizzate dal docente universitario statunitense Michael Porter), modelli analitici come la matrice del Boston Consulting Group o le 7S della McKinsey, le ricerche e indagini di mercato e le segmentazioni del mercato.
Il marketing è inoltre volto alla creazione del valore per il cliente, e uno dei suoi scopi è creare un posizionamento della marca (brand) nella mente del consumatore attraverso tecniche di brand management. Le ultime tendenze sono volte allo studio del marketing esperienziale, che abbraccia la visione del consumo come esperienza, in cui il processo di acquisto si fonde con gli stimoli percettivi, sensoriali ed emozionali.
In ambito sanitario in senso lato, con l'espressione disease-mongering si indica l'utilizzo di particolari strategie di marketing, finalizzate all'introduzione di un protocollo terapeutico o nuove procedure diagnostico/terapeutiche o di un farmaco già pronto o prossimo all'immissione in commercio. Ciò attraverso una opportuna campagna di sensibilizzazione finalizzata all'introduzione di quadri clinici non strettamente patologici, per indurre il consumatore e/o paziente alla ricerca di una soluzione alle sue "presunte" malattie, che lo rendono comunque sofferente, allo scopo di generare nuovi mercati di potenziali pazienti. I soggetti che normalmente beneficiano dall'utilizzo di queste strategie sono le aziende farmaceutiche, i medici e le loro organizzazioni professionali e quelle dei consumatori, gli oggetti di queste strategie sono i consumatori, gruppi particolari di pazienti o intere classi sociali.

## Struttura di un piano di marketing
Il piano di marketing è la pianificazione della strategia a livello corporate/aziendale, ed è diviso nelle seguenti fasi:
1. Introduzione al piano
2. Executive Summary
3. Mission e obiettivi di fondo
4. Analisi della situazione di marketing
5. Audit esterno
6. Audit interno
7. Analisi SWOT
8. Pianificazione
9. Obiettivi del marketing
10. Programma d'azione
11. Controlli di marketing.

### Introduzione al piano
L'introduzione al piano include una sintesi manageriale, chiamata Executive Summary, e i suoi macro-obiettivi.

### Executive Summary
L'Executive Summary  è il riassunto manageriale del piano di marketing; apre il documento per mettere in risalto i principali obiettivi di marketing e le linee guida d'azione pianificate e un breve estratto delle previsioni economiche finanziarie.

### Mission e obiettivi di fondo
Nella mission sono messi in evidenza gli obiettivi di fondo che l'impresa vuole raggiungere nel breve e/o medio lungo periodo e che ispireranno la successiva analisi e pianificazione. La loro declinazione è preceduta da alcuni riferimenti alla mission aziendale e ai valori dell'impresa, fonte d'ispirazione delle politiche di marketing strategico.

### Analisi della situazione di marketing
L'analisi della situazione di marketing serve per fare il punto della situazione su quanto accade all'esterno e all'interno dell'impresa, è fondamentale perché racchiude in sé tutte le informazioni fondamentali per supportare le pianificazioni. È necessario effettuare un audit di marketing volto da un lato a mettere a fuoco gli obiettivi in cui già opera e le forze operanti nell'ambiente di marketing; dall'altro a valutare il pregresso dell'impresa in termini di performance. 

### Audit esterno
Scopo dell'audit esterno è quello di stabilire quali sono i confini di massima dell'azione di marketing dell'azienda; un altro aspetto da considerare è il fattore di stagionalità dei mercati serviti. Per fare ciò è necessario avere un'approfondita analisi della domanda in modo tale da sapere i bisogni e il comportamento d'acquisto e d'uso dei clienti e consumatori; a ciò si collegano le forze di marketing che sono forze economiche, forze socio-demografiche, forze tecnologiche e politiche e forze competitive.

### Audit interno
Obiettivo dell'audit interno è capire quali sono le risorse, le azioni e i risultati su cui l'azienda può contare per il futuro. Per i piani di marketing che si riferiscono ai prodotti esistenti, il focus è sulle caratteristiche dell'offerta, del brand, sulle politiche di prezzo adottate, sulle scelte di comunicazione, distribuzione e vendita adottate. Nel caso di nuovi prodotti, le valutazioni si limitano a eventuali ricerche di mercato condotte a livello di concept test, alle risorse esistenti che potrebbero essere impiegate a supporto del lancio e del successivo sviluppo.

### Analisi SWOT
Lo scopo dell'analisi SWOT (acronimo di strengths, weaknesses, opportunities e threats) è sia quello di analizzare la situazione interna all'azienda, sia quello di far fronte a fenomeni esterni che non dipendono direttamente dall'impresa, ma che essa potrebbe sfruttare o arginare traendone un vantaggio competitivo. Bisogna, quindi, pianificare il futuro tenendo conto delle possibili opportunità o minacce da cui difendersi che l'ambiente di marketing riserva all'azienda. L'identificazione delle opportunità e delle minacce ambientali costituisce la prima parte dell'analisi SWOT. La parte alta della matrice SWOT fa riferimento all'ambiente di marketing che circonda l'impresa; quella inferiore contiene le valutazioni riferite all'audit interno. In questo secondo caso l'utilità è di isolare i principali punti di forza e di debolezza competitiva che dovrebbero consentire all'azienda di far fronte alle minacce, e di sfruttare le opportunità di mercato. Inoltre la SWOT se ben utilizzata può aiutare a far comprendere le priorità aziendali e stabilire gli obiettivi di marketing.

### Pianificazione
Durante la fase di pianificazione il management è chiamato a definire concretamente i traguardi, definire il programma d'azione e pianificare il sistema di controllo delle performance di marketing.

### Obiettivi del marketing
Gli obiettivi del marketing possono essere obiettivi economici, obiettivi competitivi e obiettivi relazionali. Nella formulazione degli obiettivi vi sono alcune regole di fondo da adottare. Gli obiettivi dovranno essere mirati, rilevanti, misurabili, tempificati e realistici e economici.

### Programma d'azione
Scopo del programma d'azione è pianificare un set d'azioni mirate, efficaci ed efficienti; evidenziare in modo chiaro il legame esistente tra le evidenze delle analisi, della SWOT, quindi degli obiettivi e delle azioni mirate per ciascun target di riferimento. In questa fase si affrontano il prodotto e la marca, le politiche di prezzo, i canali distributivi e forza vendita, promozione e comunicazioni, il piano d'azione e le scelte di struttura.

### Controlli di marketing
All'interno del piano di marketing è presente una sezione importante riservata alle previsioni economiche e all'individuazione di indicatori chiave di successo del piano (KPI, Key Performance Indicator). Le previsioni economiche sono rappresentate dal budget del piano, che fornisce un'indicazione dei ricavi attesi, delle spese di marketing associate e dal ritorno sull'investimento di marketing (ROI, Return on Investment). Questa fase della pianificazione consente al management di valutare la sostenibilità economica delle azioni di marketing previste e degli obiettivi programmati.

## Ideazione del nome
Per comunicare efficacemente un prodotto o un servizio, il suo nome è spesso un fattore determinante del suo potenziale successo. La scelta del nome è un'operazione detta naming (in inglese "dare un nome"). Il naming ha la funzione di tracciare cognitivamente l'identità di marca verso i desideri, le esigenze e le richieste del consumatore.
La scelta del nome è un'azione primaria nelle operazioni di gestione del marchio, risultato di un processo dove la strategia si traduce in creatività nella forma del nome. È infatti una delle attività chiave nella comunicazione pubblicitaria e si determina tramite riunioni di coordinamento col committente (i cosiddetti briefing).

## Psicologia del marketing eneuromarketing
La psicologia del marketing si occupa di analizzare diversi ambiti, tra questi in particolare, vengono evidenziate dal Consiglio nazionale dell'ordine degli psicologi: il ruolo delle immagini mentali, gli effetti degli elementi visivi e verbali della pubblicità sulle credenze, gli atteggiamenti e le risposte comportamentali, le funzioni e le caratteristiche della pubblicità emotiva, la valutazione psicofisiologica delle risposte alla pubblicità, la struttura latente dei messaggi pubblicitari e delle reazioni individuali e collettive, la psicologia del consumatore e i comportamenti di consumo. La psicologia del marketing rappresenta un territorio di ricerca interdisciplinare, dove confluiscono i contributi delle scienze cognitive, delle neuroscienze, e della psicologia sociale e della psicologia dinamica, con una forte attenzione all'analisi degli atteggiamenti e della loro costruzione.
Il neuromarketing è una branca della neuroeconomia che applica la neuropsicologia e le neuroscienze nel campo di ricerca del marketing, studiando la risposta sensomotoria, cognitiva e affettiva dei consumatori agli stimoli relativi a prodotti, marche o pubblicità, con l'obiettivo di determinare le strategie che spingono all'acquisto. Il neuromarketing raccoglie informazioni in grado di illustrare la logica che sta alla base delle decisioni di acquisto del consumatore e le loro reazioni agli stimoli della commercializzazione. I potenziali vantaggi per i professionisti che si occupano di marketing includono: strategie commerciali più efficienti ed efficaci, miglior qualità dei prodotti e delle campagne pubblicitarie e, in ultima analisi, comprendere quali siano i bisogni e desideri in grado di soddisfare le esigenze del consumatore.

## Marchiatura (branding)
Data la saturazione dei mercati risulta sempre più difficile fidelizzare i consumatori, per questo ci si affida alla marchiatura (branding), il quale consente alle aziende di imprimere la propria storia e modificare la percezione del prodotto, in modo da incuriosire i clienti, e fare leva con esso tramite il rapporto memorabile con il marchio (brand), evitando di fare il confronto o leva tramite le specifiche e caratteristiche del prodotto.
La marchiatura (branding) è una tecnica incentrata sui valori tipici o classici di un'azienda, come possono essere le caratteristiche storiche dei suoi prodotto o di specifiche linee produttive, permettendo un legame emotivo tra l'azienda e i consumatori. Un'efficace attività di branding contribuisce ad accrescere sia il sostegno sia la fidelizzazione dei clienti a lungo termine.
Un esempio al riguardo è il nome della Porsche Taycan Turbo che essendo una vettura elettrica non ha i turbocompressori citati nel nome.